# アンナ・ソフィー・レーヴェントロー
アンナ・ソフィー・レーヴェントロー（Anna Sophie Reventlow, 1693年4月16日 - 1743年1月7日）は、デンマーク＝ノルウェーの王フレデリク4世の2度目の王妃。

## 生涯
デンマーク宮廷でフレデリク王に仕えていたレーヴェントロー伯コンラドの娘として生まれた。フレデリクの最初の妃ルイーゼ・フォン・メクレンブルク＝ギュストローが存命中から、王の愛妾となっていた。王は重婚を行い、王妃の他に少なくとも2人の妻を同時に持っていた。教会に、重婚の罪を犯していると再三の警告をされても無視をしていた。
1721年4月4日にルイーゼ王妃が病死すると、喪が明けないうちにアンナ・ソフィーと再婚した。王は、この結婚を非合法とすることを断り、アンナ・ソフィーを正式な王妃とすると示したため、内外で大きな醜聞となった。結婚後に、アンナ・ソフィーは3人の子供を生むが、1歳にならないうちに夭折した。母親ルイーゼ王妃と仲の良かった王太子クリスチャン（のちのクリスチャン6世）は、アンナ・ソフィーをひどく嫌った。
アンナ・ソフィーの親族の数名は、『レーヴェントローのならず者』として知られ、政府の中で発言権を持っていたが、アンナ・ソフィー自身が政治的に権力を利用したかどうかは知られていない。1730年にフレデリク王が死ぬと、アンナ・ソフィーはコペンハーゲンから追われて、出生地で死んだ。